# Pochyta spinosa
Pochyta spinosa är en spindelart som beskrevs av Simon 1901. Pochyta spinosa ingår i släktet Pochyta och familjen hoppspindlar. Inga underarter finns listade i Catalogue of Life.